# بطولة أمم أوروبا 1976

شعار البطولة البديل

أقيمت بطولة أمم أوروبا 1976 في يوغسلافيا، في الفترة ما بين 16 يونيو 1976 إلى 20 يونيو 1976. تأهلت أربعة فرق إلى البطولة، وهي منتخب يوغسلافيا لكرة القدم ومنتخب ألمانيا الغربية لكرة القدم ومنتخب هولندا لكرة القدم ومنتخب تشيكوسلوفاكيا لكرة القدم، وقد فاز منتخب تشيكوسلوفاكيا لكرة القدم باللقب بعد أن تغلب على منتخب ألمانيا الغربية لكرة القدم بركلات الجزاء الترجيحية.

## الملاعب
| بلغراد            | زغرب          |
| ----------------- | ------------- |
| ملعب النجم الأحمر | ملعب ماكسيمير |
| السعة: 54,000     | السعة: 45,000 |
|                   |               |

## الحكام
| البلد       | الحكم               |
| ----------- | ------------------- |
| Belgium     | Alfred Delcourt     |
| Italy       | سيرجيو غونيلا       |
| Switzerland | Walter Hungerbühler |
| Wales       | Clive Thomas        |

## المباريات

### نصف النهائي
| تشيكوسلوفاكيا                          | 3 – 1 (ب.و.إ.) | هولندا             |
| -------------------------------------- | -------------- | ------------------ |
| أوندروس 19' · نيهودا 114' · فيسلي 118' |                | أوندروس 77' (ه.ذ.) |

| ألمانيا الغربية                | 4 – 2 (ب.و.إ.) | يوغوسلافيا                 |
| ------------------------------ | -------------- | -------------------------- |
| فلوهه 64' · مولر 82' 115' 119' |                | بوبيفودا 19' · دزاجيتش 30' |

### مباراة المركز الثالث
| هولندا                              | 2–3 | يوغسلافيا                       |
| ----------------------------------- | --- | ------------------------------- |
| رود غيلز ويلي فان دي كركوف رود غيلز |     | جوسيب كاتالينسكي دراغان دزاجيتش |

### النهائي
| ألمانيا الغربية           | 2–2 (5–3) | تشيكوسلوفاكيا            |
| ------------------------- | --------- | ------------------------ |
| دييتر مولر برند هولزينبين |           | يان زفيهليك كارول دوبياس |

| بطل يورو 1976               |
| --------------------------- |
| · تشيكوسلوفاكيا · للمرة أول |

## إحصاءات
أربعة أهداف
- دييتر مولر

هدفين
- دراغان دزاجيتش
- رود غيلز

هدف
- أنتون أوندروس
- زيدنيك نيهودا
- فرانتيسك فيسلي
- هاينز فلوهه
- دانيلو بوبيفودا
- جوسيب كاتالينسكي
- ويلي فان دي كركوف
- يان زفيهليك
- كارول دوبياس
- برند هولزينبين

أسرع هدف
في الدقيقة الثامنة : يان زفيهليك (تشيكوسلوفاكيا × ألمانيا الغربية).
معدل الأهداف
4,25 هدف في المباراة الواحدة.